# Teretrurus rhodogaster
Teretrurus rhodogaster is een slang uit de familie schildstaartslangen (Uropeltidae).

## Naam en indeling
De wetenschappelijke naam van de slang werd voor het eerst voorgesteld door Frank Wall in 1921. Het was lange tijd de enige soort uit het monotypische geslacht Brachyophidium, dat tegenwoordig niet meer wordt erkend. De verouderde wetenschappelijke naam wordt in de literatuur nog wel gebruikt.

## Verspreiding en habitat
De soort komt voor in delen van Azië en leeft endemisch in India. De habitat bestaat uit vochtige tropische en subtropische bergbossen, hoger gelegen graslanden en de slang wordt soms ook gevonden in plantages. De soort is aangetroffen op een hoogte van ongeveer 1350 tot 1900 meter boven zeeniveau.

## Beschermingsstatus
Door de internationale natuurbeschermingsorganisatie IUCN is de beschermingsstatus 'veilig' toegewezen (Least Concern of LC).